# Trieenia glutinosa
Trieenia glutinosa är en flenörtsväxtart som först beskrevs av Rudolf Schlechter, och fick sitt nu gällande namn av O.M. Hilliard. Trieenia glutinosa ingår i släktet Trieenia och familjen flenörtsväxter. Inga underarter finns listade i Catalogue of Life.